# Heracleion
No confundir con Heraclión, La capital de Creta.
Heracleion (en griego antiguo; Ἡράκλειον), también conocida como Tonis o Thonis (en antiguo egipcio: Tȝ-ḥn.t; copto: ⲧϩⲱⲛⲓ; griego antiguo: Θῶνις), fue una antigua ciudad egipcia situada cerca de Alejandría cuyas ruinas están localizadas en la bahía de Abu Qir, actualmente a 2,5 kilómetros de la costa y aproximadamente a 10 metros bajo el agua. Su origen legendario se remonta al siglo XII a. C., y es mencionada por historiadores griegos antiguos. Su importancia creció especialmente durante los días menguantes del último período de los faraones, cuando se convirtió en el principal puerto de Egipto en tráfico internacional y recaudación de impuestos.
Heracleion fue construido originalmente sobre varias islas del delta del Nilo y estaba comunicada internamente por canales. Su gran número de muelles y su fondeadero eran solo comparables con su ciudad hermana, Náucratis. Finalmente, Alejandría acabó reemplazando a Heracleion como ciudad más importante.

## Origen legendario

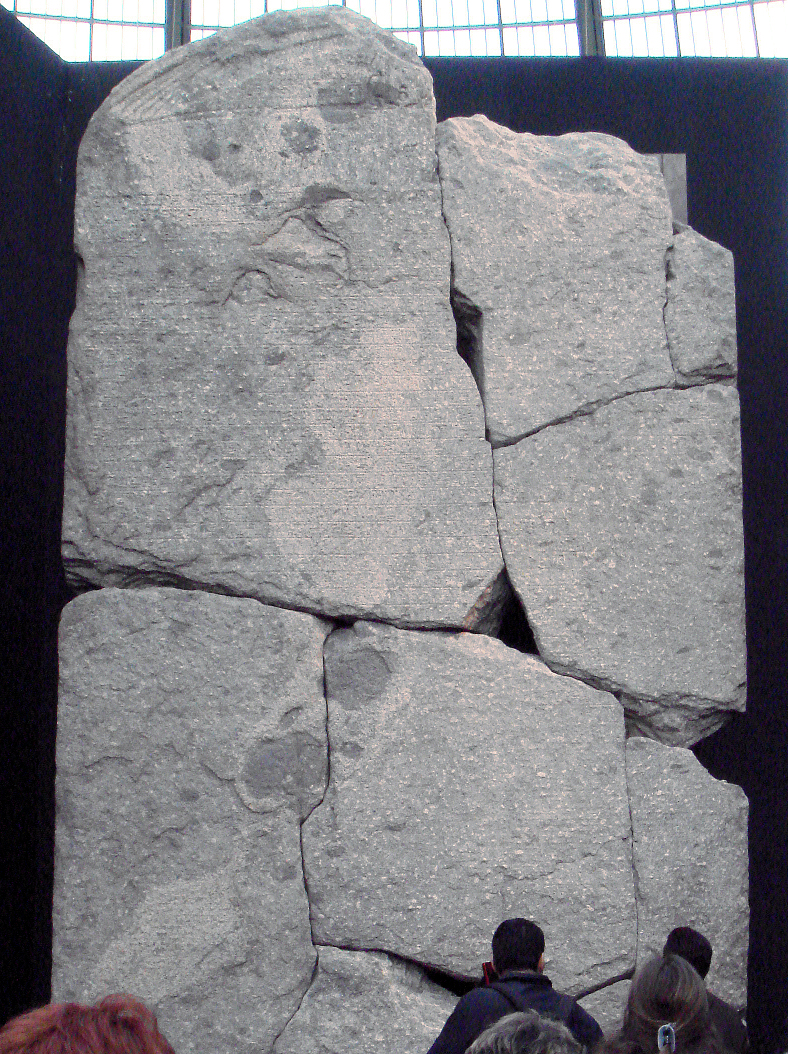
Estela de Ptolomeo VIII del templo de Heracleion

Se creía que Paris y Helena vararon aquí cuando huyeron de Menelao, antes de la Guerra de Troya o que Menelao y Helena estuvieron allí, acogidos por el noble egipcio Ton y su esposa Polidamna. También existía la tradición de que el mismo Heracles estuvo aquí visitando la ciudad, y que la ciudad ganó su nombre por ello.

## Arqueología

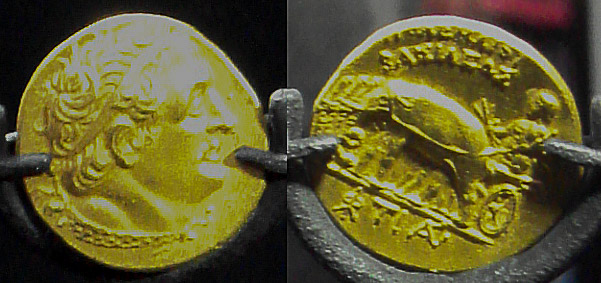
Monedas ptolemaicas de Heracleion.